# باول لازاروس (مخرج)
باول لازاروس (بالإنجليزية: Paul Lazarus)‏ هو مخرج أمريكي، ولد في 25 أكتوبر 1954 في فيلادلفيا في الولايات المتحدة.

## وصلات خارجية
- الموقع الرسمي
- باول لازاروس على موقع IMDb (الإنجليزية)
- باول لازاروس على موقع ألو سيني (الفرنسية)
- باول لازاروس على موقع أول موفي (الإنجليزية)
- باول لازاروس على موقع قاعدة بيانات برودواي على الإنترنت (الإنجليزية)
- باول لازاروس على موقع قاعدة بيانات الفيلم (الإنجليزية)
- باول لازاروس على موقع كينوبويسك (الروسية)